# يوسف بن حاتم العاملي
الشيخ جمال الدين يوسف بن حاتم بن فوز بن مهند الشامي المشغري العاملي. هو رجل دين وفقيه شيعي عاملي، ويروي عن جعفر بن الحسن الحلي، وابن طاووس. ويُذكر في تراجمه أنه أرسل عدة مسائل إلى أستاذه جعفر بن الحسن الحلي؛ فكتب جوابها في رسالة باسم أجوبة المسائل البغدادية، ونسبت له. وهو مُوثقٌ عند من ترجموا له من الشيعة؛ كالحُر العاملي،(1) وحسن الصدر.(2)

## مؤلفاته
- الدر النظيم في مناقب الأئمة اللهاميم. ذكر حسن الصدر أن المؤلف يروي في هذا الكتاب عن كتاب مدينة العلم المفقود للصدوق،(3) ونبّه إلى أنه لم يجد أحداً يروي عن هذا الكتاب ويذكر ذلك غير مؤلف هذا الكتاب.[3][4][5]
- الأربعين في فضائل أمير المؤمنين.[1][2][3][6]

## الهوامش
- 1 - ذكره الحُر العاملي في كتابه أمل الآمل وقال عنه: ”الشيخ جمال الدين يوسف بن حاتم الشامي العاملي كان فاضلاً فقيهاً عابداً“.[1]
- 2 - ذكره حسن الصدر في تكملة أمل الآمل قائلاً عنه: ”وكان هذا الشيخ من أجلة العلماء في عصر المحقق نجم الدين صاحب الشرائع“.[4]
- 3 - كتاب مدينة العلم هو أحد كتب الصدوق؛ وهو أحد الأصول الحديثية الشيعية غير أنّهُ مفقودٌ الآن، ولا يُعلم وجود أي نسخة له.[7]

### كتب
- أمل الآمل في تراجم علماء جبل عامل. محمد بن الحسن الحر العاملي، طبع النجف - العراق، 1385 هـ، منشورات مطبعة الآداب.
- تكملة أمل الآمل. حسن الصدر، طبع قم - إيران، 1406 هـ، منشورات مكتبة آية الله المرعشي النجفي.
- أعيان الشيعة. محسن الأمين، طبع بيروت - لبنان، تاريخ الطبع مفقود، منشورات دار التعارف.
- كشف الحجب والأستار عن أسماء الكتب والأسفار. إعجاز حسين النيسابوري الكنتوري، طبع قم - إيران، 1409 هـ، منشورات مكتبة آية الله المرعشي النجفي.
- الذريعة إلى تصانيف الشيعة. آغا بزرگ الطهراني، طبع بيروت - لبنان، تاريخ الطبع مفقود، منشورات دار الأضواء.

### إشارات مرجعية
1. 1 2 3  
العاملي، الحر. أمل الآمل في تراجم علماء جبل عامل - ج1. ص. 190. مؤرشف من الأصل في 2019-12-15.
2. 1 2  
حسين، السيد إعجاز. كشف الحجب والأستار عن أسماء الكتب والأسفار. ص. 36. مؤرشف من الأصل في 2016-03-04.
3. 1 2 3 4  
الأمين، محسن. أعيان الشيعة - ج10. ص. 319. مؤرشف من الأصل في 2019-12-16.
4. 1 2 3  
الصدر، حسن. تكملة أمل الآمل. ص. 435. مؤرشف من الأصل في 2019-12-15.
5. ↑  
الطهراني، آغا بزرگ. الذريعة إلى تصانيف الشيعة - ج8. ص. 86. مؤرشف من الأصل في 2019-12-15.
6. ↑  
الطهراني، آغا بزرگ. الذريعة إلى تصانيف الشيعة - ج1. ص. 431. مؤرشف من الأصل في 2019-12-15.
7. ↑  
الطهراني، آغا بزرگ. الذريعة إلى تصانيف الشيعة - ج20. ص. 252. مؤرشف من الأصل في 2019-12-15.